# Leichtathletik-Weltmeisterschaften 1993/10 km Gehen der Frauen

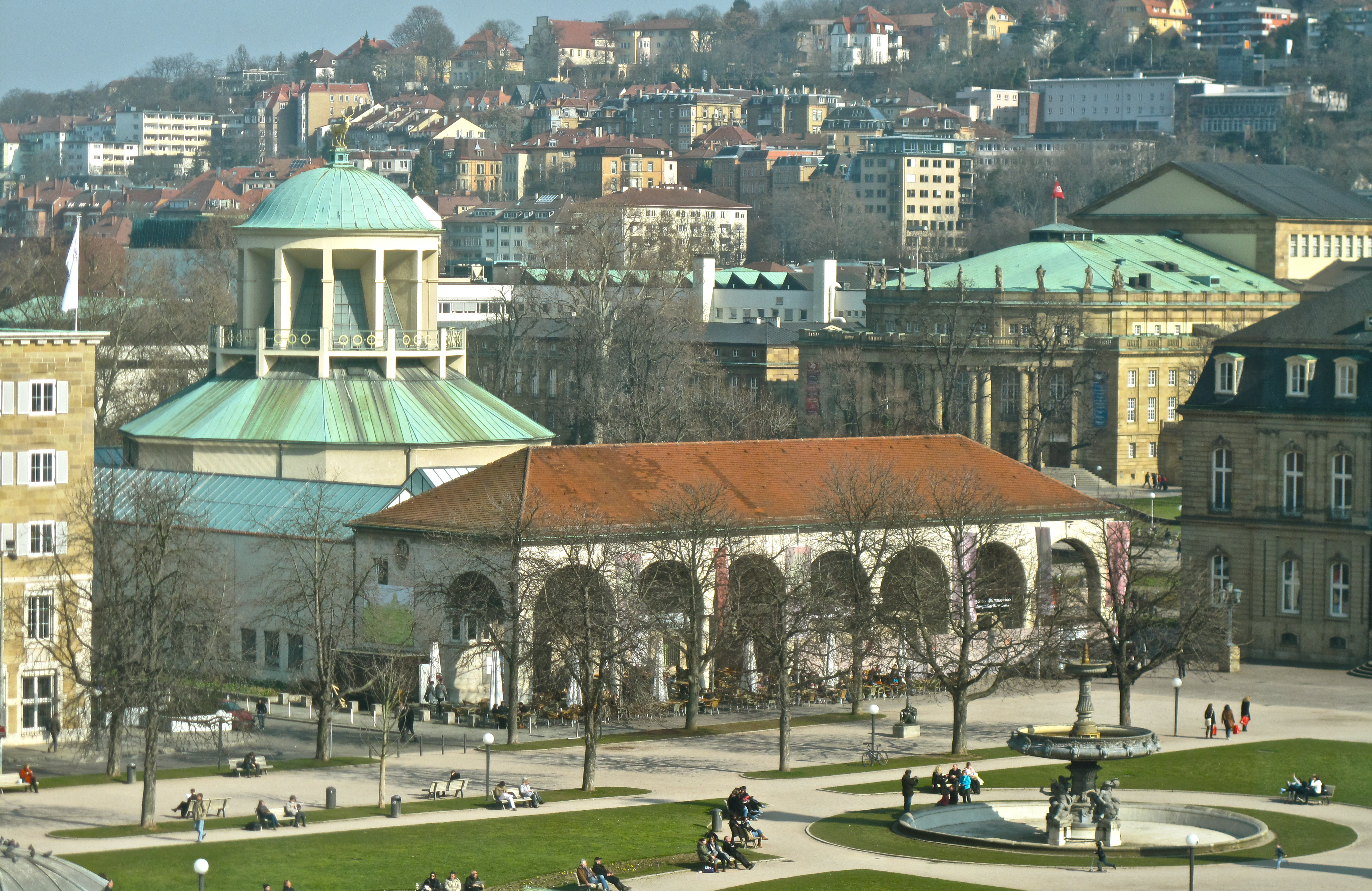
Schlossplatz mit Kunstgebäude und Staatstheater im Hintergrund (2011)

Das 10-km-Gehen der Frauen bei den Leichtathletik-Weltmeisterschaften 1993 wurde am 24. August 1993 in den Straßen der deutschen Stadt Stuttgart ausgetragen.
Weltmeisterin wurde die finnische WM-Dritte von 1991 Sari Essayah. Sie gewann vor der italienischen EM-Dritten von 1990 Ileana Salvador. Bronze ging an die Spanierin Encarna Granados.

## Bestehende Bestmarken
| Weltbestzeit             | 42:52 min | Kerry Saxby   | Melbourne, Australien   | 4. Mai 1987     |
| Weltmeisterschaftsrekord | 42:57 min | Alina Iwanowa | WM 1991 in Tokio, Japan | 24. August 1991 |

Anmerkung:
Rekorde wurden damals im Marathonlauf und Straßengehen wegen der unterschiedlichen Streckenbeschaffenheiten mit Ausnahme von Meisterschaftsrekorden nicht geführt.
Der bestehende WM-Rekord wurde bei diesen Weltmeisterschaften nicht eingestellt und nicht verbessert. Die finnische Weltmeisterin Sari Essayah verfehlte den Rekord allerdings nur um zwei Sekunden.

## Durchführung
Hier gab es keine Vorrunde, alle 52 Geherinnen traten gemeinsam zum Finale an.

## Ergebnis

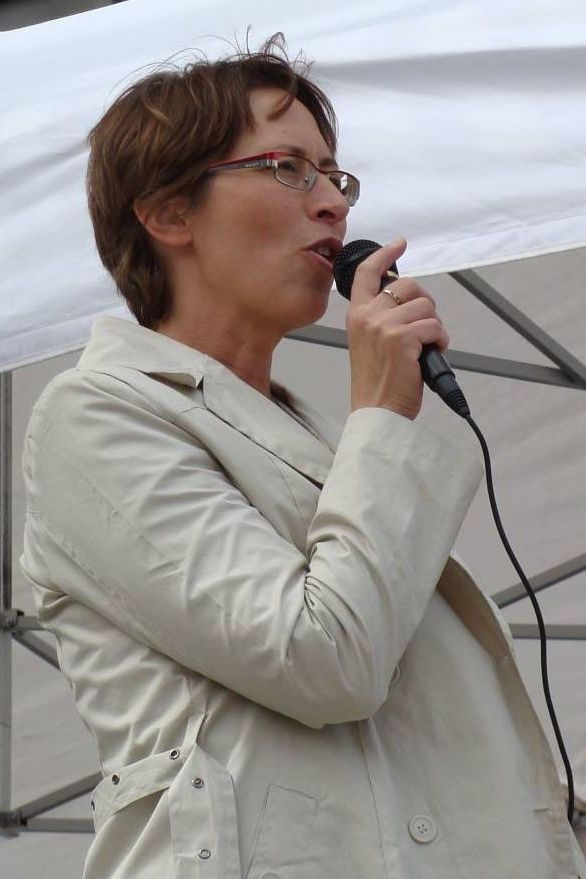
Weltmeisterin Sari Essayah (hier im Jahr 2009) – bei den Weltmeisterschaften 1991 hatte sie Bronze gewonnen

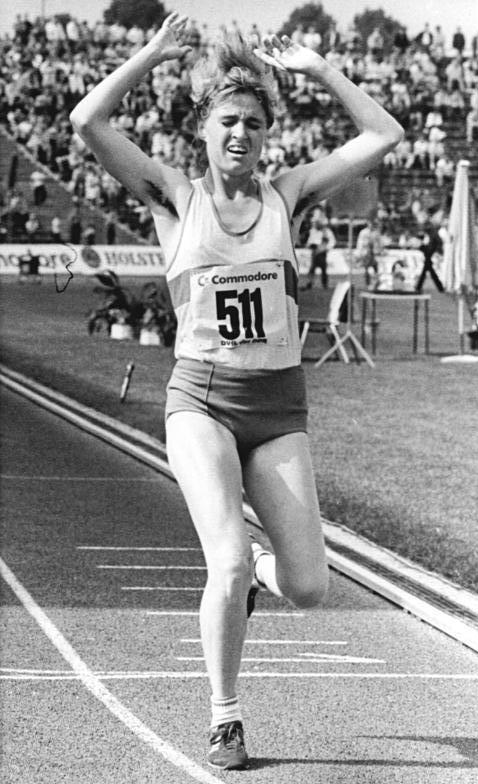
Beate Anders, spätere Beate Gummelt, belegte Rang fünf

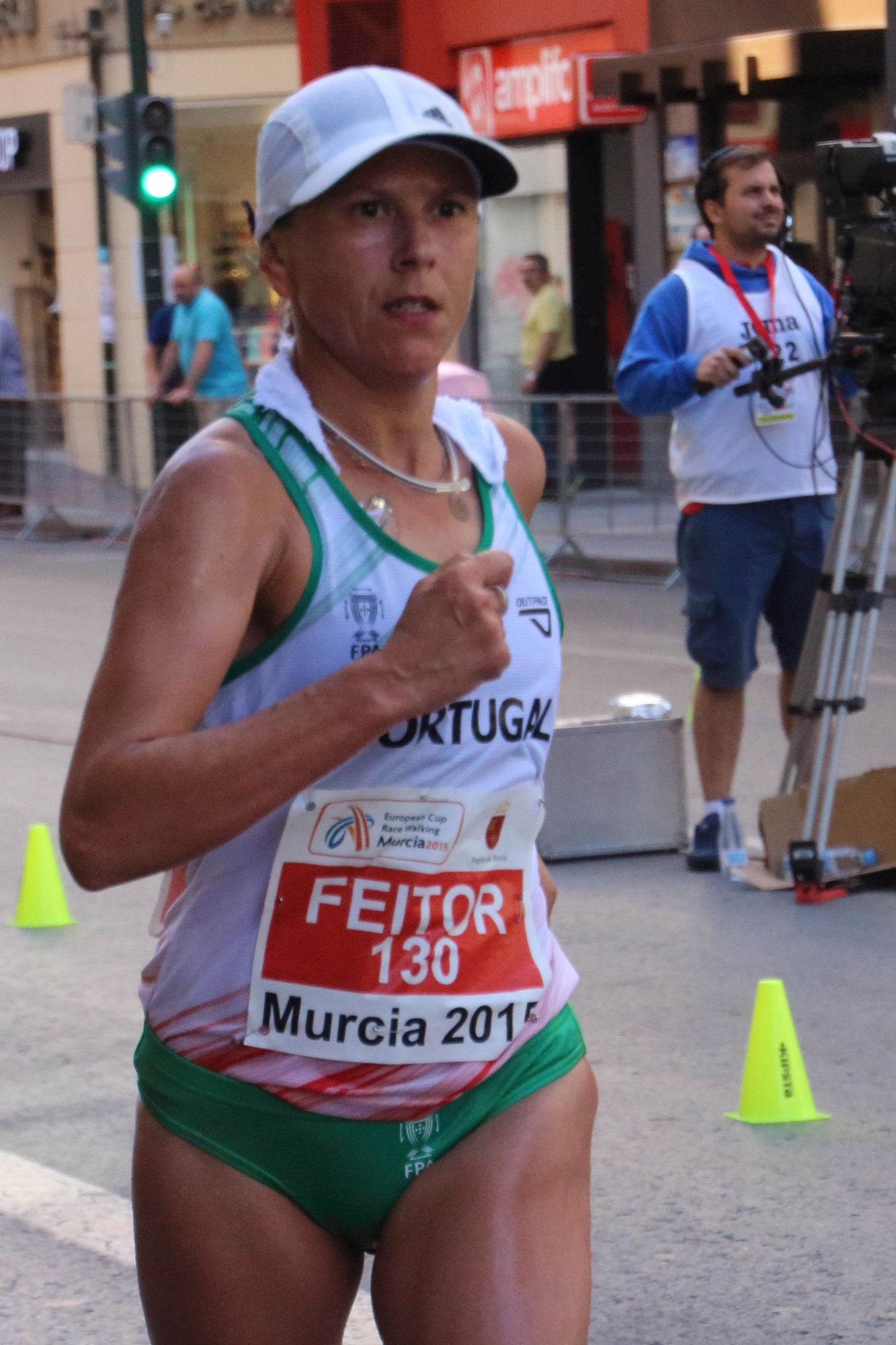
Susana Feitór kam auf den elften Platz

14. August 1993, 11:00 Uhr
| Platz | Name                | Nation                  | Zeit (min) |
| ----- | ------------------- | ----------------------- | ---------- |
| 1     | Sari Essayah        | Finnland                | 42:59      |
| 2     | Ileana Salvador     | Italien                 | 43:08      |
| 3     | Encarna Granados    | Spanien                 | 43:21      |
| 4     | Elisabetta Perrone  | Italien                 | 43:26      |
| 5     | Beate Anders        | Deutschland             | 43:28      |
| 6     | Katarzyna Radtke    | Polen                   | 43:33      |
| 7     | Jelena Nikolajewa   | Russland                | 43:47      |
| 8     | Jelena Saiko        | Russland                | 43:56      |
| 9     | Annarita Sidoti     | Italien                 | 44:13      |
| 10    | Mária Rosza         | Ungarn                  | 44:17      |
| 11    | Susana Feitór       | Portugal                | 45:06      |
| 12    | Jelena Arschinzewa  | Russland                | 45:17      |
| 13    | Tatyana Ragozina    | Ukraine                 | 45:24      |
| 14    | Andrea Alföldi      | Ungarn                  | 45:57      |
| 15    | Kathrin Born        | Deutschland             | 45:11      |
| 16    | Miriam Ramón        | Ecuador                 | 45:13      |
| 17    | Natallja Missjulja  | Belarus                 | 45:22      |
| 18    | Lisa Sheridan       | Irland                  | 45:31      |
| 19    | Yūko Satō           | Japan                   | 45:41      |
| 20    | Ildiko Ilyés        | Ungarn                  | 45:45      |
| 21    | Yuka Kamioka        | Japan                   | 45:48      |
| 22    | Teresa Vaill        | USA                     | 45:58      |
| 23    | Vicky Lupton        | Großbritannien          | 47:03      |
| 24    | Alison Baker        | Kanada                  | 47:10      |
| 25    | Kamila Holpuchová   | Tschechien              | 47:24      |
| 26    | Yuliya Lisnik       | Moldau                  | 47:41      |
| 27    | Janice McCaffrey    | Kanada                  | 47:45      |
| 28    | María Colín         | Mexiko                  | 47:51      |
| 29    | Verity Larby        | Großbritannien          | 47:54      |
| 30    | Zuzana Zemková      | Slowakei                | 47:56      |
| 31    | Sonata Buksniené    | Litauen                 | 48:03      |
| 32    | Liliana Bermeo      | Kolumbien               | 48:08      |
| 33    | Gabrielle Blythe    | Australien              | 48:23      |
| 34    | Tina Poitras        | Kanada                  | 48:24      |
| 35    | Simone Thust        | Deutschland             | 48:38      |
| 36    | Hilde Gustafsen     | Norwegen                | 48:39      |
| 37    | Debbi Lawrence      | USA                     | 48:53      |
| 38    | Kada Delić          | Bosnien und Herzegowina | 49:06      |
| 39    | Kjersti Tysse       | Norwegen                | 49:08      |
| 40    | Maricela Chávez     | Mexiko                  | 49:18      |
| 41    | Linn Murphy         | Neuseeland              | 49:24      |
| 42    | Julie Drake         | Großbritannien          | 50:22      |
| 43    | Sara Standley       | USA                     | 51:01      |
| 44    | Magdalena Guzman    | El Salvador             | 51:01      |
| 45    | Dounia Kara         | Algerien                | 51:33      |
| 46    | Helen Low Guan Hoon | Singapur                | 54:07      |
| 47    | Perri Williams      | Irland                  | 55:24      |
| DNF   | Kerry Saxby-Junna   | Australien              |            |
| DSQ   | Liu Hongyu          | Volksrepublik China     |            |
| DSQ   | Eva Machuca         | Mexiko                  |            |
| DSQ   | Madelein Svensson   | Schweden                |            |
| DSQ   | Wang Yan            | Volksrepublik China     |            |
| DNS   | Shushanik Dolmazyan | Armenien                |            |

## Video
- 4174 World Track & Field 1993 10km Walk Women auf youtube.com, abgerufen am 5. Mai 2020